# Vadstena Läns Tidning
Vadstena Läns Tidning, dagstidning i Vadstena, startad 3 januari 1857 och nedlagd 18 mars 1933.
Tidningens fullständig titel under hela 1857 var Wadstena Läns Tidning. 1858--1865 Nyare Wadstena Läns Tidning1865--1874 Nyaste Wadstena Läns Tidning därefter åter Wadstena Läns Tidning från 1889 med olika tillägg

## Redaktion
Redaktionsort för tidningen var Vadstena. Politisk tendens var i starten opolitisk men blev från 1885 protektionistisk och  1886 moderat och tullvänlig. Senare moderat till 1918 och därefter liberal senare år med tillägget nationellt frisinnad. Sven Jerring är den mest kände medarbetaren förutom Vilhelm Moberg.
| Period                 | Ansvarig utgivare      | Period                 | Redaktör                     | titel                     |
| 1856-12-10--1857-02-13 | Andersson, C. A.       | 1857-01-03--1874-12-31 | Wong, Alfred August Olof     | telegrafkommissarie ägare |
| 1857-02-14--1865-01-22 | Rundqvist, Carl Ludvig | 1875-01-02--1891-09-16 | Norén, Frans August          | faktor ägare              |
| 1865-01-23--1874-12-11 | Wong, Alfred           | 1891-09-17--1907-12-31 | Bergdahl, Johan Gustaf       |                           |
| 1874-12-12--1891-09-10 | Norén, August          | 1893-01-03--1914-04-22 | Noren, Johan [John] Teodor   | ägare                     |
| 1891-09-11--1914-07-19 | Norén, John            | 1914-08-25--1916-10-16 | Bergdahl, Johan Gustaf       |                           |
| 1914-07-20--1918-06-07 | Janson, Emil           | 1914-08-25--1918-06-21 | Janson, Emil                 |                           |
| 1918-06-08--1919-03-25 | Lindberg, Axel Gösta   | 1914-08-25--1918-06-21 | Lindberg, Gösta              |                           |
| 1919-03-26--1920-12-20 | Segerborg, Pälle       | 1919-04-03--1921-01-03 | Segerborg, Per Johan Persson |                           |
| 1920-12-21--1931-06-24 | Sjöholm, Konrad        | 1921-01-04--1922-04-21 | Moberg Vilhelm               |                           |
| 1931-06-25--1933-03-18 | Falck, Börje           | 1922-01-03--1930-10-03 | Sjöholm, Konrad              |                           |
|                        |                        | 1930-10-04--1933-03-18 | Falck, Anders Börje          |                           |

## Utgivningsfrekvens för tidningen
| Period                 | Frekvens | Dag               | Tid | Kommentar |
| 1857-01-03--1870-12-30 | 2/v      | on , lö           |     |           |
| 1871-01-02--1873-04-30 | 3/v      | må , on , fre     |     |           |
| 1873-05-03--1889-12-07 | 3/v      | ti , to , lö      |     |           |
| 1889-12-10--1889-12-22 | 3/v      | on , fre , sö     |     |           |
| 1889-12-24--1931-12-31 | 3/v      | ti , to , lö      |     |           |
| 1932-01-04--1932-07-04 | 4/v      | må , ti , to , lö |     |           |
| 1932-07-20--1932-10-21 | 3/v      | må , on , fre     |     |           |
| 1932-10-24--1933-03-18 | 3/v      | ti , to , lö      |     |           |

## Förlag och tryckeri
| Period                 | Förlag                    | Ort      | Period                 | Tryckeri                                    | Tryckort |
| 1857-01-03--1875-03-21 | Alfred Wong               | Vadstena | 1857-01-03--1857-12-31 | C. A. Andersson , Wadstena boktryckeri      | Vadstena |
| 1875-03-22--1891-08-09 | Norén, August             | Vadstena | 1858-01-02--1875-04-30 | A. Wong                                     | Vadstena |
| 1891-08-10--1914-03-31 | Norén, John               | Vadstena | 1875-05-01--1891-09-16 | A. Norén                                    | Vadstena |
| 1909-12-03--1933-03-18 | Vadstena läns tidnings AB | Vadstena | 1891-09-17--1914-05-06 | John Noréns boktryckeri                     | Vadstena |
| 1914-04-01--1919-12-02 | Janson, Emil              | Vadstena | 1914-05-07--1919-12-01 | Emil Jansons boktryckeri                    | Vadstena |
| 1919-12-03--1933-03-18 | Vadstena läns tidnings AB | Vadstena | 1919-12-02--1932-07-20 | Wadstena läns tidnings aktiebolags tryckeri | Vadstena |
|                        |                           |          | 1932-07-20--1932-10-23 | Motala tidnings tryckeri                    | Motala   |
|                        |                           |          | 932-10-24--1933-03-18  | Wadstena läns tidnings tryckeri             | Vadstena |

Tidningen trycktes bara i svart. Till 1876 användes frakturstil och resten av utgivningen antikva. Satsytan var inledningsvis liten 31 x 22 cm de första4 åren och fortsatte att vara liten fram till 1865 och under 1900-talet större format. Tidningen hade 4-8 sidor och mest de tre sista åren 1930-1933. Upplagan för tidningen 1857 200 exemplar. 600 exemplar år 1866 är största upplagan till 1872 då källan för upplagesiffrorna upphör. 1910 har tidningen 1500 exemplar sedan runt 2000 exemplar till nedläggningen 1933. Priset för tidningen var 1857 3 kr 32 öre. 1894 kostade tidningen  3,50 kronor och samma pris gällde 1902. 1921 var priset 9,50 kronor. det högsta priset tidningen hade, sedan 8 kronor från 1922 till 1933.